# Jeff Buckley
Jeffrey Scott „Jeff“ Buckley (17. listopadu 1966 – 29. května 1997) byl americký zpěvák a kytarista, jehož proslavil jedinečný hlas, dosahující rozsahem čtyř oktáv.
Nejprve hrál s kytaristou Gary Lucasem v jeho kapele Gods and Monsters. V roce 1994 vydal Buckley své první sólové album Grace, které se skládalo z deseti skladeb. Nejprve se album příliš neprodávalo, ale velmi rychle se objevily pochvalné ohlasy a četná ocenění od renomovaných muzikantů (mezi které patřili například Jimmy Page, Robert Plant, Bob Dylan a Paul McCartney).
Buckleyho naivní představy o hudebním průmyslu mu přinesly velké problémy. Po vydání svého prvního a velmi dobře přijatého alba strávil více než dva roky na turné po celém světě. Zdál se to být náročný, nicméně efektivní způsob, jak si udržet nezávislost od své nahrávací společnosti. V roce 1995 odehrál koncert v proslulé pařížské Olympii, která byla proslavena Buckleyho velkým idolem, francouzskou šansoniérkou Édith Piaf. Tento koncert Buckley vždy poté označoval za nejlepší vystoupení své kariéry.
Těsně před tím, než měla být započata práce na jeho druhém albu, které mělo nést název My sweetheart the drunk, se Jeff Buckley utopil v řece Wolf River. Bylo mu třicet let.
Po jeho smrti byly některé demonahrávky k chystanému albu vydány pod názvem Sketches for My sweetheart the drunk. Dále vyšla tři alba s živými nahrávkami a jedno DVD se záznamem koncertu z Chicaga.
Otec Jeffa Buckleyho Tim byl také hudebník. Vydal několik vysoce ceněných folkových alb. Zemřel v roce 1975 ve věku 28 let.

## Diskografie
- Live at Sin-é EP (1993)
- Grace (1994)
- Live from the Bataclan (1995)
- Sketches (for My Sweetheart the Drunk) (1998)
- Mystery White Boy (2000)
- Jeff Buckley – Live in Chicago (2000)
- Live a L'Olympia (2001)
- The Grace EPs (2002)
- Live at Sin-é (Legacy edition) (2003)
- Grace (Legacy edition) (2004)